# Lasiochila bakeri
Lasiochila bakeri is een keversoort uit de familie bladkevers (Chrysomelidae). De wetenschappelijke naam van de soort werd in 1932 gepubliceerd door Uhmann, 193.